# Летиша Стивенсон
Летитија Грин Стивенсон енгл. Letitia Green Stevenson (Алегени, 8. јануар 1843 — Блумингтон, 25. децембар 1913) била је друга дама Сједињених Америчких Држава, супруга 23. потпредседника Сједињених Држава, Адлеј Ј. Стивенсона, који је служио за време мандата председника Гровера Кливленда.

## Биографија
Летитија Грин је рођена 8. јануара 1843. године. Њен отац био је Левис Грин презвитеријански свешетеник (1806-1863), који је поред тога био на челу Централног Колеџа у Данвилу. Њена мајка била је Мери Пичи, потомкиња авантуристе Џошуе Флај.
Школовала се на женском Универзитету Walnut Hill у Лексингтону, а након тога школовање наставила у Њујорку. Након избијања Америчког грађанског рата 1861. године отишла је у Лексингтон.
Када јој је преминуо отац, Летитија се са мајком преселила у Шеноу, у Илиноис, где је живела њена сестра Јулија

## Породица и брак
У Илиноису је упознала Адлеј Ј. Стивенсона, који је у то време тек завршио факултет. Венчали су се у кући њене сестре Јулије, 22. децембра 1866. године. Стивенсони су се након венчања преселили у свој нови дом у околини Блумингтона, 1869. године. Летитија се бавила пословима у домаћинству, док је њен супруг често био одсутан, због посла.
Њихова ћерка Мери је често била болесна и преминула је од туберкулозе, 1895. године, док је њихов син често био хоспиталозован због компликација од повреда које је задобио током лова.
Летитија је била доста посвећена деци, све док они нису отишли у интернат.
Од 1884. године, Летитија се укључила у борбу за права жена у Сједињеним Државама.
Њен син, Левис Стивенсон је био гувернер Илиноиса, 1952. године и председнички кандидат, његовог оца Адлеј Ј. Стивенсона. Њихов праунук Адлеј Евинг Стивенсон је био Сенатор Сједињених Америчких Држава у Илиноису, од 1970 до 1981. године.

## Друга дама САД
Када је њен супруг Адлеј Ј. Стивенсон 1892. године номинован за кандидата потпредседника Сједињених Држава, Летитија је учествовала у његовој кампањи и значајно га подржавала. Кампању је вршила преко женских удружења чији је била члан. Такође је написала писмо за признање, локалним медијима, након кампање у граду.

## Активизам
За живота помогла је да се оснује организација Ћерке Америчке револуције, која је радила на томе да се зауставе поделе између севера и југа Сједињених Држава, након Америчког грађанског рата. Била је на месту директора те организације.
Летитија је патила од тешког реуматизма и мигрене, али без обзира на то, описана је као шармантна жена, која се борила за женска права и подржавала свог мужа у политичком животу.

## Смрт
Преминула је у 70. години живота, 25. децембра 1913. године у Блумингтону.